# تاكايوكي موري
تاكايوكي موري (باليابانية: アンソニー・W・森) هو مصارع محترف ياباني، ولد في 9 أكتوبر 1976 في ماتسوياما في اليابان.

## روابط خارجية
- تاكايوكي موري على موقع CageMatch worker (الإنجليزية)